# Сани (буква)
Сани (ს, груз. სანი) — восемнадцатая буква современного грузинского алфавита и двадцатая буква классического грузинского алфавита.

## Использование
В грузинском языке обозначает звук [s]. Числовое значение в изопсефии — 200 (двести). В сокращении обычно означает слово «век» (груз. საუკუნის).
Также используется в грузинском варианте лазского алфавита, используемом в Грузии. В латинице, используемой в Турции, ей соответствует s.
Ранее использовалась в абхазском (1937—1954) и осетинском (1938—1954) алфавитах на основе грузинского письма, после их перевода на кириллицу в обоих случаях была заменена на с.
Во всех системах романизации грузинского письма передаётся как s. В грузинском шрифте Брайля букве соответствует символ ⠎ (U+280E).

## Написание
| Асомтаврули | Нусхури | Мхедрули |
| ----------- | ------- | -------- |
|             |         |          |

## Кодировка
Сани асомтаврули и сани мхедрули включены в стандарт Юникод начиная с самой первой его версии (1.0.0) в блоке «Грузинское письмо» (англ. Georgian) под шестнадцатеричными кодами U+10B1 и U+10E1 соответственно.
Сани нусхури была добавлена в Юникод в версии 4.1 в блок «Дополнение к грузинскому письму» (англ. Georgian Supplement) под шестнадцатеричным кодом U+2D11; до этого она была унифицирована с сани мхедрули.
Сани мтаврули была включена в Юникод в версии 11.0 в блок «Расширенное грузинское письмо» (англ. Georgian Extended) под шестнадцатеричным кодом U+1CA1.